# ألان كيندال
ألان كيندال (بالإنجليزية: Alan Kendall)‏ هو عازف قيثارة بريطاني، ولد في 9 سبتمبر 1944 في لانكشر في المملكة المتحدة.

## وصلات خارجية
- ألان كيندال على موقع IMDb (الإنجليزية)
- ألان كيندال على موقع ميوزك برينز (الإنجليزية)
- ألان كيندال على موقع أول ميوزيك (الإنجليزية)
- ألان كيندال على موقع ديسكوغز (الإنجليزية)